# Wuhan Open 2021
Wuhan Open 2021 var en tennisturnering, der skulle have været spillet udendørs på hardcourt-baner i Optics Valley International Tennis Center i Wuhan, Folkerepublikken Kina i september 2021. Turneringen blev imidlertid aflyst som følge af, at alle tennisturneringer på WTA Tour i Folkerepublikken Kina og Japan i 2021 blev aflyst på grund af COVID-19-pandemien.